# Tennis Masters Cup 2001 - Singolare
Il singolare del Tennis Masters Cup 2001 è stato un torneo di tennis facente parte dell'ATP Tour.
Gustavo Kuerten era il detentore del titolo, ma non ha superato il round robin.
Lleyton Hewitt ha battuto in finale 6–3, 6–3, 6–4, Sébastien Grosjean.

## Teste di serie
1. Gustavo Kuerten (round robin)
2. Lleyton Hewitt (campione)
3. Andre Agassi (round robin)
4. Juan Carlos Ferrero (semifinali)

1. Evgenij Kafel'nikov (semifinali)
2. Patrick Rafter (round robin)
3. Sébastien Grosjean (finale)
4. Goran Ivanišević (round robin)

## Tabellone

### Legenda
| - Q = Qualificato - WC = Wild card - LL = Lucky loser | - ALT = Alternate - SE = Special Exempt - PR = Protected Ranking | - w/o = Walkover - r = Ritirato - d = Squalificato |

### Finale
|  | Semifinale | Semifinale          | Semifinale          | Semifinale          | Semifinale          | Semifinale | Semifinale |  |  | Finale | Finale             | Finale             | Finale             | Finale | Finale | Finale |  |
|  |            |                     |                     |                     |                     |            |            |  |  |        |                    |                    |                    |        |        |        |  |
|  | 5          | Evgenij Kafel'nikov | Evgenij Kafel'nikov | Evgenij Kafel'nikov | Evgenij Kafel'nikov | 4          | 2          |  |  |        |                    |                    |                    |        |        |        |  |
|  | 7          | Sébastien Grosjean  | Sébastien Grosjean  | Sébastien Grosjean  | Sébastien Grosjean  | 6          | 6          |  |  | 7      | Sébastien Grosjean | Sébastien Grosjean | Sébastien Grosjean | 3      | 3      | 4      |  |
|  | 2          | Lleyton Hewitt      | Lleyton Hewitt      | Lleyton Hewitt      | Lleyton Hewitt      | 6          | 6          |  |  | 2      | Lleyton Hewitt     | Lleyton Hewitt     | Lleyton Hewitt     | 6      | 6      | 6      |  |
|  | 4          | Juan Carlos Ferrero | Juan Carlos Ferrero | Juan Carlos Ferrero | Juan Carlos Ferrero | 3          | 3          |  |  |        |                    |                    |                    |        |        |        |  |

### Gruppo Rosewall
|   |                     | Kuerten          | Ferrero          | Kafel'nikov      | Ivanišević       | RR V–P | Set V–P | Game V–P | Posizione |
| 1 | Gustavo Kuerten     |                  | 6(3)–7, 2–6      | 2–6, 6–4, 3–6    | 2–6, 7–6(2), 4–6 | 0–3    | 2–6     | 32–47    | 4         |
| 4 | Juan Carlos Ferrero | 7–6(3), 6–2      |                  | 6–4, 1–6, 6(5)–7 | 7–6(4), 7–6(5)   | 2–1    | 5–2     | 40–37    | 2         |
| 5 | Evgenij Kafel'nikov | 6–2, 4–6, 6–3    | 4–6, 6–1, 7–6(5) |                  | 6–3, 6–4         | 3–0    | 6–2     | 45–31    | 1         |
| 8 | Goran Ivanišević    | 6–2, 6(2)–7, 6–4 | 6(4)–7, 6(5)–7   | 3–6, 4–6         |                  | 1–2    | 2–5     | 37–39    | 3         |

La classifica viene stilata in base ai seguenti criteri: 1) Numero di vittorie; 2) Numero di partite giocate; 3) Scontri diretti (in caso di due giocatori pari merito ); 4) Percentuale di set vinti o di games vinti (in caso di tre giocatori pari merito ); 5) Decisione della commissione.

### Gruppo Newcombe
|   |                    | Hewitt        | Agassi   | Rafter      | Grosjean      | RR V–P | Set V–P | Game V–P | Posizione |
| 2 | Lleyton Hewitt     |               | 6–3, 6–4 | 7–5, 6–2    | 3–6, 6–2, 6–3 | 3–0    | 6–1     | 40–25    | 1         |
| 3 | Andre Agassi       | 3–6, 4–6      |          | 6–2, 6–4    | 3–6, 4–6      | 1–2    | 2–4     | 26–30    | 3         |
| 6 | Patrick Rafter     | 5–7, 2–6      | 2–6, 4–6 |             | 6(4)–7, 3–6   | 0–3    | 0–6     | 22–38    | 4         |
| 7 | Sébastien Grosjean | 6–3, 2–6, 3–6 | 6–3, 6–4 | 7–6(4), 6–3 |               | 2–1    | 5–2     | 36–31    | 2         |

La classifica viene stilata in base ai seguenti criteri: 1) Numero di vittorie; 2) Numero di partite giocate; 3) Scontri diretti (in caso di due giocatori pari merito ); 4) Percentuale di set vinti o di games vinti (in caso di tre giocatori pari merito ); 5) Decisione della commissione.